# Nectria citrinoaurantia
Nectria citrinoaurantia är en svampart som beskrevs av Lacroix 1860. Nectria citrinoaurantia ingår i släktet Nectria och familjen Nectriaceae.   Inga underarter finns listade i Catalogue of Life.